# Eurosta cribrata
Eurosta cribrata é uma espécie de tefritídeo do gênero Eurosta da família Tephritidae.

## Distribuição
É distribuído no Canadá, e Estados Unidos.